# Matočkin Šar
Průliv Matočkin Šar (Маточкин Шар) odděluje Severní a Jižní ostrov Nové země a spojuje Barentsovo moře s Karským.

## Geografie
Je dostatečně hluboký (12 m), jsou v něm vhodná kotviště (nejlepší u mysu Baraněvo). Břehy jsou vysoké, místy příkré. Průliv má délku okolo 100 km, v nejužším místě měří asi 600 m, po větší část roku je zamrzlý.

## Původ názvu
V pomorském dialektu slovo шар znamená průliv. Jméno dala průlivu řeka Matočka, která sem ústí. Mimo to v témže dialektu nazývají Novou zemi Матка, název by tedy dal přeložit i jako Matčin průliv.

## Osídlení
Na břehu v létě bývaly dávno neexistující rybářské osady Matočkin Šar a Stolbovoj. V první osadě (nedaleko východního východu z úžiny) se nacházela od roku 1923 do 40. let 20. století stejnojmenná polární stanice s hydrometeorologickým vybavením a magnetickou observatoří, ve druhé osadě byl opevněný bod skládající se z baterie 4 děl, která měla hlídat západní vstup do úžiny od Barentsova moře, a dále tam byl maják a polární stanice.

## Historie
Prvním, kdo průliv proplul a zmapoval byl ruský polární mořeplavec Jakov Jakovlevič Čerakin při své expedici v letech 1766–1767.
Dne 30. října 1961 byl severně od průlivu proveden jaderný test car-bomby.